# Leil
Leil è un leggendario monarca britannico, ricordato da Goffredo di Monmouth. Era figlio di re Bruto II Greenshield.
Leil fu un sovrano pacifico e giusto e trasse vantaggio dalla prosperità lasciata a lui dai suoi predecessori. Costruì
Caerleil ("Città di Leil"), l'odierna Carlisle. Regnò per 25 anni finché non divenne vecchio e debole. La sua inattività scatenò la Guerra civile del re debole, durante la quale trovò la morte. Gli succedette il figlio Rud Hud Hudibras.
Avrebbe regnato quando Salomone costruì il Tempio di Gerusalemme e Silvio Epito era sovrano di Alba Longa.